# Công viên tự nhiên quốc gia Uzhanian
Công viên tự nhiên quốc gia Uzhanian (tiếng Ukraina: Ужанський національний природний парк) là một khu vực được bảo vệ ở Ukraina. Nó nằm ở huyện Velykyy Bereznyi, thuộc tỉnh Zakarpatsk tại biên giới với Ba Lan và Slovakia. Được thành lập vào ngày 5 tháng 8 năm 1999, công viên có diện tích 39.159,3 hécta (151,195 dặm vuông Anh). Kể từ năm 2017, nó trở thành một phần của Di sản thế giới Các khu rừng sồi nguyên sinh trên dãy Carpath và các khu vực khác của châu Âu được UNESCO công nhận. Nó cũng là một phần của Khu dự trữ sinh quyển Đông Carpath. Công viên được thành lập để bảo vệ những cánh rừng sồi nguyên sinh của dãy Carpath.

## Lịch sử
Năm 1908, khu vực xuyên Carpath vẫn là một phần lãnh thổ của Đế quốc Áo-Hung, một khu bảo tồn thiên nhiên ở thung lũng phía trên sông Stuzhychanka được thành lập để bảo vệ cảnh quan rừng sồi. Diện tích của khu bảo tồn là 331,8 hécta (1,281 dặm vuông Anh). Đồng thời, một khu bảo tồn rừng có diện tích 14,9 hécta (0,058 dặm vuông Anh) đã được thành lập ở thung lũng phía trên của sông Uzh. Từ năm 1919 đến 1938, khu vực xuyên Carpath thuộc về Tiệp Khắc và cả hai khu bảo tồn đều được mở rộng đáng kể về diện tích. Một khu bảo tồn khác đã được thành lập trên khu vực núi Yavirnyk. Sau Chiến tranh thế giới lần thứ hai, khu vực này đã hoàn toàn bị lãng quên và việc khai thác gỗ hàng loạt bắt đầu. Vào năm 1974, trong thời kỳ Xô Viết, khu bảo vệ cảnh quan rừng Stuzhitsia được thành lập với diện tích 2.542 hécta (9,81 dặm vuông Anh). Năm 1995, nó được nâng lên thành công viên cảnh quan và đến năm 1999 nó trở thành một công viên tự nhiên quốc gia.

## Địa lý
Công viên nằm trong các thung lũng của sông Uzh và các phạm vi phía tây của dãy núi Carpath. Điểm cao nhất trong công viên là núi Kinchyk Bukovskyi ở độ cao 1.251 mét (4.104 ft). Công viên được chia thành bốn khu vực là rừng sồi, rừng tống quán sủ, khu vực rừng ở độ cao trên 1.100 mét (3.600 ft) và đồng cỏ núi cao. Khí hậu ở công viên là khi hậu ôn đới, với lượng mưa hàng năm khoảng 900 milimét (35 in). Vào mùa đông, nhiệt độ thường dưới mức 0 độ và những ngọn núi bị tuyết bao phủ.

## Hệ sinh thái
Công viên có hơn 1.500 loài thực vật, trong đó khoảng 22 loài thực vật có mạch là đặc hữu và 52 loài trong đó có 23 loài hoa lan, được bảo vệ ở cấp quốc gia. Các loài động vật có vú đáng chú ý gồm hươu đỏ, hoẵng châu Âu, lợn rừng, cáo đỏ, lửng châu Âu. Công viên này còn là nhà của 114 loài chim. 